# 赫米拉·加林多
赫米拉·加林多·阿科斯塔（西班牙語：Hermila Galindo Acosta，或稱赫米拉·加林多·德·托皮特，1896年6月2日—1954年8月18日），墨西哥女性主義者、作家。她是不少激進女性主義爭議（主要是學校的性教育、婦女投票權和離婚）的早期支持者。她是第一個聲稱天主教在墨西哥阻礙女性主義努力的女性主義者之一，亦是墨西哥首名競選公職的女性。

## 早年生活
赫米拉·加林多·阿科斯塔於1886年6月2日，在杜蘭戈州萊爾多墨西哥（Lerdo Mexico）出生，是羅薩里奧·加林多和赫米拉·阿科斯塔之女兒。她於萊爾多（Villa Lerdo）開始接受教育，及後於奇瓦瓦州一間工業學校修讀會計、速記、電報、打字，以及英語和西班牙語。13歲時，她返回家鄉，並以私人課程形式，向當地兒童教授速記和打字。1911年，她遷往墨西哥城。

## 生平
抵達墨西哥城後，加林多參加了一個自由主义俱樂部，並成為一個贝努斯蒂亚诺·卡兰萨的公開支持者，遊說反對波费里奥·迪亚斯。她就歡迎贝努斯蒂亚诺·卡兰萨回歸首都發表演說的時候，被卡蘭薩所發現。其後，他為加林多提供一個於韋拉克魯斯與他工作的機會。自此，她成為卡蘭薩的私人秘書，並繼續為墨西哥婦女權利和自由主義思想爭取支持。卡蘭薩支持她的貢獻，並容許她於墨西哥南部州份（塔巴斯科、坎佩切及尤卡坦）、卡蘭薩的家鄉科阿韋拉、聖路易斯波托西及新萊昂多地分發女性主義宣傳資料。卡蘭薩亦委任她為其於古巴及哥倫比亞的代表，以於鄰近拉丁美洲地區宣揚他的政策。

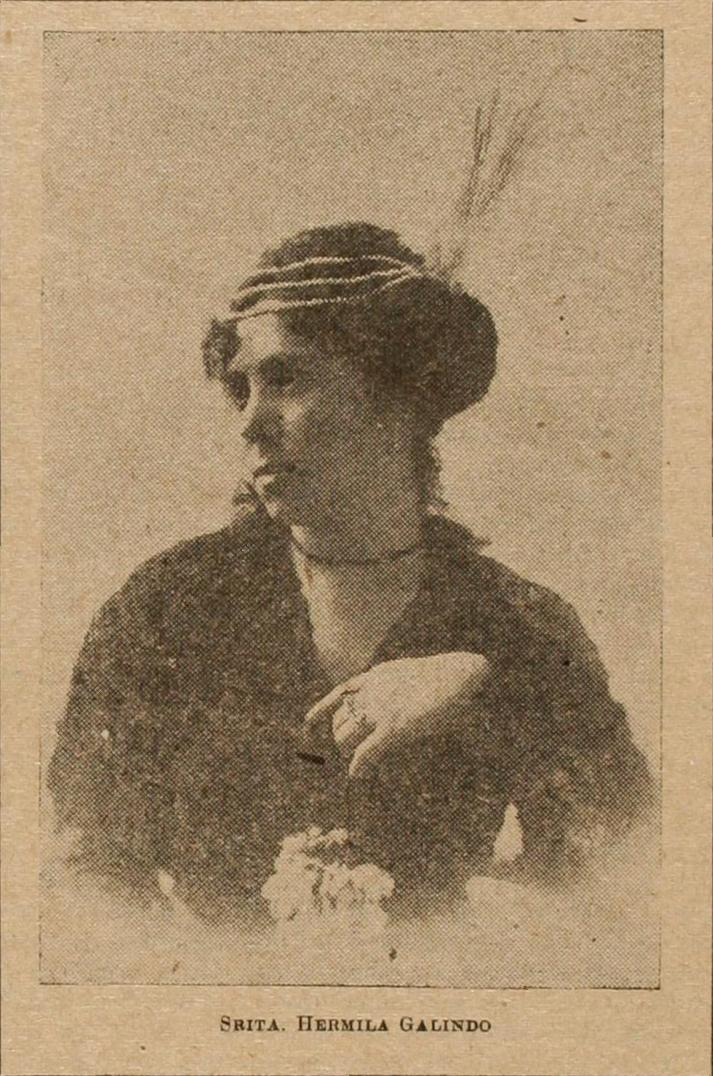
赫米拉·加林多，未註明年月日的照片

1915年，她創立一本名為《現代女性》（La Mujer Moderna）的雜誌。該雜誌除包含討論女性主義思想的文章，亦是一種支持卡蘭薩的宣傳工具。她筆下幾乎所有的作品在某些程度上幫助了卡蘭薩的政治運動。該雜誌亦包含一些精選文章，內裡表達了她對天主教會及其控制的不滿。她是首位公開談論教會和其對女性觀點的女性主義者之一。加林多曾與不少新聞工作者和女性主義者合作，當中大部份來自西班牙，並與加林多一樣為著相同的問題而戰。從她的雜誌和文章中脫穎而出的最著名女性計有瑪麗亞·路易莎·德拉托雷·德·奧特羅、克拉麗莎·P·德·托雷斯、朱莉婭·D·費布爾斯·坎頓·達·德·帕洛梅克、米凱拉·羅薩多·德·P、玻利維亞·M·德·里瓦斯、羅薩里奧·里瓦斯·埃爾南德斯、瑪麗亞·帕切科、阿耳忒彌斯·N·桑茲·羅約及盧斯·卡爾瓦。雖然該雜誌題為《現代女性》，她仍於自己的作品中包含男性新聞工作者。她最終撰寫了加林多的傳記，以及其他至少5部書籍。她筆下其中一部著作《總統候選人：唐·巴勃羅·岡薩雷斯將軍》（Un presidenciable: el general Don Pablo Gonzalez）描繪了巴勃羅·岡薩雷斯·加爾薩將軍——他是卡蘭薩總統領導下的墨西哥革命期間的一名將軍。她對卡蘭薩的支持尤其顯著，皆因凡她所作的，都與他有關；連上述的女性主義雜誌也是如此。
那時候，她對性教育和女性性行為的觀念被認為是極端激進的。她尋求平等和婦女權利的做法亦被認為有爭議。在1916年尤卡坦州第一次女性主義大會期間（加林多並沒有出席），卡蘭薩的其中一名教育行政人員塞薩爾·岡薩雷斯（César González）宣讀了一份聲明，當中加林多抨擊墨西哥境內對男性的双重标准。在讀畢這些聲明後，保守的婦女團體採取守勢，並發表一份聲明，支持婦女的傳統角色，並反對婦女接受教育。
卡蘭薩允許加林多向1917年的制憲議會提交一份關於婦女平等的提案，但該項目在最終議程中被剔出。在字裡行間中，不難發現她對卡蘭薩的強烈支持，表達了她對卡蘭薩，以及對他創造社會革命的潛力的信心。她相信，透過卡蘭薩，婦女才可獲得選舉權，亦為社會改革帶來希望。最後，卡蘭薩無法創造他所承諾的改變；反而，由於腐敗問題，他被視作革命的敵人之一，亦令加林多的理想遭到破滅。
1917年3月2日，她親自動手，參選成為墨西哥城第5選區的民意代表候選人。歷史學家加布里埃拉·卡諾（Gabriela Cano）指出「這是墨西哥史上首次有女性參與選舉」。縱使部份記錄顯示加林多吸納大部份選民支持，選舉人團否決她的結果，聲稱他們只是遵守「禁止女性參政」的律法。她接受有關結果，但此事卻明確顯示，她的目的是要公開表明「女性有權被推選出來，並應該允許她們擔任公職」的思想。
1923年，加林多出席一場於塔巴斯科州舉行的女權大會，並於坎佩切、塔巴斯科、韋拉克魯斯及尤卡坦組織數個革命俱樂部（revolutionary club）。隨著她於同年晚些時候結婚，她的政治生涯亦隨之劃上句號。
她於1954年8月18日，在墨西哥城與世長辭。

## 後世稱頌
2018年6月2日（即加林多誕辰132週年當天），Google於墨西哥當地以Google Doodle的形式向她授予榮譽。
2020年11月20日，加林多的肖像獲加入至墨西哥新版1000比索鈔票上。

## 精選集
- 《現代女性》（1915－1919年）（西班牙文）
- Estudio de la Srita. .（1916年）（西班牙文）
- 《卡蘭薩學說和印拉丁方法》（La doctrina Carranza y el acercamiento indo-latino，1919年）（西班牙文）
- 《總統候選人：唐·巴勃羅·岡薩雷斯將軍》（1919年）（西班牙文）
- . La doctrina Carranza y el acercamiento indolatino (Mexico). 1919.

## 延伸閱讀
- Morton, Ward M. . Gainesville: University of Florida Press. 1962.
- Orellana Trinidad, Laura. . Mexico City: Consejo Nacional para la Cultura de Artes. 2001.
- Valles Ruiz, Rosa Maria. . Lerdo, Mexico: Instituto del Estado de Durango. 2010.